# Вербей, Кай
Кай Вербей (нидерл. Kai Verbij; род. 25 сентября 1994 года, Лейдердорп, Нидерланды) — нидерландский конькобежец, чемпион мира в спринтерском многоборье, бронзовый призёр чемпионата мира в спринтерском многоборье 2016 и 2018 годов, четырёхкратный чемпион мира на отдельных дистанциях (командный спринт (2019, 2020) и 1000 м (2019, 2021)), двукратный чемпион Европы в спринтерском многоборье (2017 и 2019).

## Биография
Кай Вербей начал кататься на коньках в возрасте 6-ти лет в своем клубе в Хогмаде, недалеко от Лейдена. Мать Кая Вербея японка и отец голландец приобщили его к спорту. Он закончил среднюю школу и в 13 лет занялся катанием на коньках профессионально. В 16 лет Кай сознательно сделал выбор, оставил родителей и дом и переехал в Херенвен, где мог постоянно тренироваться.
Его первое участие на чемпионате Нидерландов среди юниоров прошло в 2009 году, а уже через год он занял 1-е места в сумме многоборья и в суперспринте. И в 2012 году повторил успех, выиграв кроме многоборья ещё и на отдельных дистанциях 500, 1000 и 1500 метров. В сезоне 2012/13 Вербей дебютировал на юниорском Кубке мира, на чемпионате Нидерландов в категории взрослых и на чемпионате мира среди юниоров, где выиграл бронзовую медаль в командной гонке. 2014 год не был самым успешным для него, но всё-таки серебряным призёром стал в забеге на 1000 м на юниорском чемпионате мира в Коллальбо.
В сезоне 2014/15 Вербей стал участвовать на Кубке мира среди взрослых и в следующем сезоне выиграл два золота в командном спринте, одно серебро в забеге на 1000 м и четыре бронзы на 500 м, 1000 м и в командном спринте. На Национальном чемпионате одержал первые победы на дистанции 500 м и в комбинации спринта. В феврале 2016 года дебютировал на чемпионате мира на отдельных дистанциях, где занял 7-е место в забеге на 1000 м и 23-е на 500-метровке, а следом на чемпионате мира в спринтерском многоборье в Сеуле завоевал бронзовую медаль.
В сезоне 2016/17 он взял 6 медалей, в том числе одно золото на этапах Кубка мира, выиграл чемпионат Нидерландов на дистанции 1000 м. В январе 2017 года на дебютном чемпионате Европы в Херенвене завоевал золотую медаль в сумме спринта и через месяц на чемпионате мира в спринтерском многоборье в Калгари также взял золото. Кроме того выиграл бронзу на  чемпионате мира на отдельных дистанциях в Канныне в забеге на 1000 м.
В сезоне 2017/18 Вербей стал первым в забеге на 1000 м на этапе Кубка мира в Калгари и занял ещё четыре 2-х места и два 3-х места на разных дистанциях. Вновь стал первым на 1000 м на чемпионате своей страны, после чего в феврале 2018 году участвовал на зимних Олимпийских играх в Пхёнчхане, где занял 6-е место на 1000 м и 9-е место на 500 м. После этой неудачи он участвовал на чемпионате мира в спринтерском многоборье в Чанчуне и выиграл бронзовую медаль.
Сезон 2018/19 начал с Кубка мира, где вновь стал первым в командном спринте и в забеге на 1000 м, а также взял четыре 2-х и одно 3-е место. В январе 2019 года стал чемпионом Европы в спринтерском многоборье, а через месяц на чемпионате мира на отдельных дистанциях в Инцелле завоевал золотые медали в забеге на 1000 м и в командном спринте. В марте на спринтерском чемпионате мира в Херенвене занял только 5-е место в сумме многоборья.
В начале сезона 2019/20 Вербей выиграл два золота в командном спринте на этапах Кубка мира. На чемпионате Европы в Херенвене в 2020 году стал бронзовым призёром на дистанции 1000 м. В феврале на чемпионате мира на отдельных дистанциях в Солт-Лейк-Сити выиграл звание чемпиона в командном спринте, а в марте на очередном чемпионате мира в спринтерском многоборье в Хамаре занял 4-е место.
В 2020 году Кай Вербей перешёл из команды "Reggeborgh" в "Jumbo-Visma" под руководством тренера Жака Ори. В мае ему потребовалась операция после перелома левой ключицы во время езды на велосипеде во Фрисландии. В 2021 году он стал серебряным призёром в спринтерском многоборье и на дистанции 1000 м на чемпионате Нидерландов, чемпионат Европы провалил на 500-метровке, поэтому за призы не боролся. На проведённых всего 2-х этапах Кубка мира выиграл золото и серебро в забеге на 1000 м. Кай также участвовал на чемпионате мира на отдельных дистанциях в Херенвене и смог выиграть золото на дистанции 1000 м.
В октябре 2021 года он стал двукратным чемпионом страны на дистанциях 500 м и 1000 м, в ноябре стал 2-м в забеге на 1000 м на этапе Кубка мира в Ставангере. В январе 2022 года на чемпионате Европы в Херенвене выиграл золото в командном спринте и бронзу в забеге на 1000 м. В том же январе он подписал новый двухлетний контракт с командой "Jumbo-Visma". На своих вторых зимних Олимпийских играх в Пекине занял 14-е место в забеге на 500 м,а вот в забеге на 1000 м Вербей уступил дорогу канадскому конькобежцу Лорану Дюбрёю на последней перекрестной прямой, чтобы избежать риска столкновения. В результате он финишировал последним в гонке. В том же году он перенёс операцию аппендецита.
На совмещённом со спринтерским чемпионате мира в Хамаре Вербей выиграл бронзовую медаль в командном спринте и серебряную в сумме многоборья. В 2023 году он участвовал только в чемпионате Нидерландов, где взял бронзу в комбинации спринта и на чемпионате Европы в Хамаре занял 4-е место в спринтерском многоборье. Далее он получил травму паха, из-за которой выбыл до конца сезона 2022/23. В  В 2024 году, после травмы он не попал на подиум в чемпионате Нидерландов и на этапах Кубка мира. 

## Спортивные достижения
| Год  | Чемпионат Нидерландов (на отдельных дистанциях) | Чемпионат Нидерландов спринт | Чемпионат Нидерландов многоборье | ЧM спринт           | ЧM на отдельных дистанциях               | Кубок мира                      | ЧЕ                                   | Чемпионат мира среди юниоров                                              |
| ---- | ----------------------------------------------- | ---------------------------- | -------------------------------- | ------------------- | ---------------------------------------- | ------------------------------- | ------------------------------------ | ------------------------------------------------------------------------- |
| 2012 | 21e 500 м 20e 1000 м                            | 12e (12e, 12e, 13e, 13e)     |                                  |                     |                                          |                                 |                                      | 8e многоборье · (2e, 16e, 3e, 17e)9e 1000 м · 5e 1500 м · Командная гонка |
| 2013 | 14e 500 м 18e 1000 м 12e 1500 м                 | 13e (15e, 13e, 17e, 11e)     | 15e (6e, 22e, 9e, nc)            |                     |                                          |                                 |                                      | · 5e 500 м · 1000 м · 4e 1500 м · 6e Командная гонка                      |
| 2014 | 15e 500 м 12e 1000 м 14e 1500 м                 |                              |                                  |                     |                                          |                                 |                                      | · 500 м · 1000 м · 1500 м                                                 |
| 2015 | 7e 500 м 5e 1000 м 7e 1500 м                    | 6e (8e, 8e, 11e, 9e)         |                                  |                     |                                          | 41e 500 м 13e 1000 м 33e 1500 м |                                      |                                                                           |
| 2016 | 500 м · 1000 м                                  | · (4e, , )                   |                                  | · (, 6e, 6e, 4e)    | 23e 500 м 7e 1000 м                      |                                 |                                      |                                                                           |
| 2017 | 5e 500 м · 1000 м                               |                              |                                  |                     | 1000 м                                   |                                 | · (4e, , )                           |                                                                           |
| 2018 | 500 м · 1000 м                                  |                              |                                  | · (, 11e, , 7e)     |                                          |                                 |                                      |                                                                           |
| 2019 | 5e 500 м · 1000 м                               |                              |                                  | 5e · (10е, , , 6e)  | 1000 м · командный спринт                |                                 | · (, )                               |                                                                           |
| 2020 | 500 м · 1000 м                                  |                              |                                  | 4e (5е, 5е, 8e, 9e) | 10е 500 м · 6е 1000 м · командный спринт |                                 | 6е 500 м · 1000 м                    |                                                                           |
| 2021 | 500 м · 1000 м                                  | · (4e, 4e, 4e, )             |                                  | 4e (5е, 5е, 8e, 9e) | 4е 500 м · 1000 м                        |                                 | DQ · (DQ, , DQ, )                    |                                                                           |
| 2022 | 500 м · 1000 м                                  | · (4e, 4e, 4e, )             |                                  | · (, 6е, 4e, 4e)    | командный спринт                         |                                 | 4е 500 м · 1000 м · командный спринт |                                                                           |
| 2023 |                                                 | · (7e, , 5e, 5e)             |                                  |                     |                                          |                                 | 4e · (4e, , 4e, 4e)                  |                                                                           |
| 2024 | 7e 500 м 5e 1000 м                              | 6e (4e, 4e, 15e, 8e)         |                                  |                     |                                          |                                 |                                      |                                                                           |

- для соревнований в спринте в скобках указаны дистанции (500 м, 1000 м, 500 м, 1000 м)

## Награды
- 2019 год - стал лауреатом премии "Ard Schenk Award", которая вручается конькобежцу года в Нидерландах.
- 2022 год - получил награду "Visa" за самый вдохновляющий момент зимних Олимпийских игр 2022 года.[12]

## Личная жизнь
Кай Вербей владеет четырьмя иностранными языками: Голландский, Английский, Немецкий, Японский. Он увлекается созданием музыки, играет на пианино, смотрит фильмы, интересуется компьютерами.	В 2019 году он подписал контракт со звукозаписывающим лейблом в Нидерландах и начал продюсировать песни с одним из своих друзей детства в 2016 году.